# Liste des planètes mineures non numérotées découvertes en octobre 2007
Pour un article plus général, voir Liste des planètes mineures non numérotées découvertes en 2007.
Pour un article plus général, voir Liste des planètes mineures.
Cet article dresse la liste des planètes mineures (astéroïdes, centaures, objets transneptuniens et assimilés) non numérotées découvertes en octobre 2007 dans l'ordre de leur découverte.
Au 15 janvier 2025, 661 077 des 1 434 993 planètes mineures répertoriées par le Centre des planètes mineures ne sont pas encore numérotées, soit 46,07 %.

## Rappel concernant la désignation provisoire
La désignation provisoire indique l'ordre de découverte de ces objets. En effet, cette désignation est composée de l'année de découverte (par exemple 2007) suivie de la quinzaine (demi-mois) de découverte (p.e. A = 1-15 janvier) puis de l'ordre de découverte dans cette quinzaine. Cet ordre est indiqué par une lettre et éventuellement un chiffre comme suit : A pour la première découverte, B pour la deuxième, ..., Z pour la 25e (le I n'est pas utilisé pour éviter la confusion avec 1), A1 pour la 26e, B1 pour la 27e, etc. , Z1 pour la 50e, A2 pour la 51e, B2 pour la 52e, etc. L'ordre de la numérotation ne suit donc pas l'ordre alphanumérique. 2007 AA1 suit ainsi 2007 AZ et précède 2007 AB1.

## Liste

### Du1erau 15 octobre 2007
- 2007 TD
- 2007 TJ
- 2007 TL
- 2007 TM
- 2007 TC1
- 2007 TD1
- 2007 TG1
- 2007 TH1
- 2007 TA2
- 2007 TP2
- 2007 TQ2
- 2007 TR2
- 2007 TS2
- 2007 TT2
- 2007 TH3
- 2007 TQ3
- 2007 TS3
- 2007 TT3
- 2007 TU3
- 2007 TY3
- 2007 TA5
- 2007 TK5
- 2007 TL5
- 2007 TK7
- 2007 TU7
- 2007 TZ7
- 2007 TA8
- 2007 TG8
- 2007 TO8
- 2007 TP8
- 2007 TQ8
- 2007 TS8
- 2007 TU8
- 2007 TG10
- 2007 TZ13
- 2007 TB14
- 2007 TC14
- 2007 TY14
- 2007 TE15
- 2007 TF15
- 2007 TH15
- 2007 TJ15
- 2007 TK15
- 2007 TL15
- 2007 TM15
- 2007 TW15
- 2007 TL16
- 2007 TK17
- 2007 TO17
- 2007 TD18
- 2007 TT18
- 2007 TU18
- 2007 TZ18
- 2007 TB19
- 2007 TC19
- 2007 TD19
- 2007 TJ19
- 2007 TK19
- 2007 TO19
- 2007 TP19
- 2007 TW22
- 2007 TX22
- 2007 TA23
- 2007 TC23
- 2007 TH23
- 2007 TK23
- 2007 TL23
- 2007 TN23
- 2007 TQ23
- 2007 TD24
- 2007 TQ24
- 2007 TR24
- 2007 TS24
- 2007 TT24
- 2007 TU24
- 2007 TW24
- 2007 TX24
- 2007 TY24
- 2007 TA25
- 2007 TB25
- 2007 TG25
- 2007 TL25
- 2007 TA26
- 2007 TC26
- 2007 TS26
- 2007 TC27
- 2007 TV27
- 2007 TM28
- 2007 TT28
- 2007 TR29
- 2007 TC30
- 2007 TS30
- 2007 TE31
- 2007 TJ31
- 2007 TB32
- 2007 TL32
- 2007 TP32
- 2007 TO33
- 2007 TT33
- 2007 TX33
- 2007 TK34
- 2007 TJ36
- 2007 TL36
- 2007 TN36
- 2007 TT36
- 2007 TC37
- 2007 TN37
- 2007 TP37
- 2007 TU37
- 2007 TY38
- 2007 TT39
- 2007 TC40
- 2007 TC41
- 2007 TL41
- 2007 TD42
- 2007 TJ42
- 2007 TN42
- 2007 TQ42
- 2007 TS42
- 2007 TT42
- 2007 TY42
- 2007 TZ43
- 2007 TL44
- 2007 TS44
- 2007 TO45
- 2007 TX45
- 2007 TV46
- 2007 TW46
- 2007 TY46
- 2007 TS47
- 2007 TW47
- 2007 TG48
- 2007 TO48
- 2007 TX49
- 2007 TZ49
- 2007 TA50
- 2007 TB50
- 2007 TM50
- 2007 TV52
- 2007 TR53
- 2007 TS53
- 2007 TP54
- 2007 TS54
- 2007 TU55
- 2007 TO56
- 2007 TU56
- 2007 TN57
- 2007 TF59
- 2007 TM59
- 2007 TS60
- 2007 TV60
- 2007 TD61
- 2007 TF61
- 2007 TB62
- 2007 TE62
- 2007 TO62
- 2007 TP62
- 2007 TS63
- 2007 TA64
- 2007 TD64
- 2007 TF64
- 2007 TL64
- 2007 TQ64
- 2007 TX64
- 2007 TB66
- 2007 TD66
- 2007 TN66
- 2007 TU66
- 2007 TB67
- 2007 TP67
- 2007 TF68
- 2007 TR68
- 2007 TS68
- 2007 TU68
- 2007 TV68
- 2007 TW68
- 2007 TX68
- 2007 TZ68
- 2007 TO69
- 2007 TX69
- 2007 TB70
- 2007 TL70
- 2007 TE71
- 2007 TG71
- 2007 TH71
- 2007 TR71
- 2007 TX71
- 2007 TH72
- 2007 TJ72
- 2007 TP72
- 2007 TQ72
- 2007 TR72
- 2007 TK73
- 2007 TC74
- 2007 TN74
- 2007 TO74
- 2007 TZ75
- 2007 TL77
- 2007 TS77
- 2007 TC78
- 2007 TG78
- 2007 TU78
- 2007 TX78
- 2007 TC80
- 2007 TP80
- 2007 TA81
- 2007 TB81
- 2007 TC82
- 2007 TD82
- 2007 TN82
- 2007 TT82
- 2007 TY82
- 2007 TD83
- 2007 TF83
- 2007 TG83
- 2007 TH83
- 2007 TL83
- 2007 TM83
- 2007 TP83
- 2007 TR83
- 2007 TW83
- 2007 TC84
- 2007 TL84
- 2007 TW84
- 2007 TC85
- 2007 TE85
- 2007 TF85
- 2007 TH85
- 2007 TN85
- 2007 TQ85
- 2007 TU85
- 2007 TZ85
- 2007 TX86
- 2007 TC87
- 2007 TK87
- 2007 TR87
- 2007 TB89
- 2007 TE89
- 2007 TK89
- 2007 TM90
- 2007 TR90
- 2007 TW90
- 2007 TZ90
- 2007 TQ91
- 2007 TW93
- 2007 TR94
- 2007 TZ95
- 2007 TB96
- 2007 TC96
- 2007 TF96
- 2007 TH96
- 2007 TK96
- 2007 TO96
- 2007 TT96
- 2007 TU96
- 2007 TW96
- 2007 TZ96
- 2007 TA97
- 2007 TB97
- 2007 TK97
- 2007 TB98
- 2007 TC98
- 2007 TD98
- 2007 TE98
- 2007 TP98
- 2007 TR98
- 2007 TT98
- 2007 TU98
- 2007 TE99
- 2007 TK99
- 2007 TS99
- 2007 TF100
- 2007 TJ100
- 2007 TK100
- 2007 TM100
- 2007 TP100
- 2007 TW100
- 2007 TB101
- 2007 TH101
- 2007 TM101
- 2007 TN101
- 2007 TO101
- 2007 TP101
- 2007 TR101
- 2007 TY101
- 2007 TA102
- 2007 TJ102
- 2007 TK102
- 2007 TW102
- 2007 TZ102
- 2007 TK103
- 2007 TX103
- 2007 TA104
- 2007 TB104
- 2007 TC104
- 2007 TU104
- 2007 TV104
- 2007 TQ105
- 2007 TU105
- 2007 TZ105
- 2007 TE106
- 2007 TK106
- 2007 TS106
- 2007 TX106
- 2007 TY106
- 2007 TE107
- 2007 TG107
- 2007 TL107
- 2007 TO107
- 2007 TZ107
- 2007 TA108
- 2007 TJ108
- 2007 TA110
- 2007 TV110
- 2007 TQ112
- 2007 TC113
- 2007 TU114
- 2007 TV114
- 2007 TQ115
- 2007 TT115
- 2007 TE116
- 2007 TT116
- 2007 TB117
- 2007 TK117
- 2007 TW117
- 2007 TA118
- 2007 TN118
- 2007 TP118
- 2007 TX118
- 2007 TC119
- 2007 TN119
- 2007 TR119
- 2007 TU119
- 2007 TA120
- 2007 TU120
- 2007 TF121
- 2007 TJ122
- 2007 TV123
- 2007 TA124
- 2007 TE124
- 2007 TZ127
- 2007 TH128
- 2007 TJ128
- 2007 TM128
- 2007 TQ128
- 2007 TG130
- 2007 TH130
- 2007 TU131
- 2007 TD132
- 2007 TF132
- 2007 TO132
- 2007 TR132
- 2007 TU132
- 2007 TA133
- 2007 TO134
- 2007 TG135
- 2007 TH135
- 2007 TJ135
- 2007 TY135
- 2007 TH136
- 2007 TW137
- 2007 TD138
- 2007 TG138
- 2007 TL138
- 2007 TB139
- 2007 TL139
- 2007 TT140
- 2007 TH141
- 2007 TA142
- 2007 TE142
- 2007 TZ142
- 2007 TM143
- 2007 TP143
- 2007 TB145
- 2007 TS148
- 2007 TD149
- 2007 TD150
- 2007 TB151
- 2007 TV151
- 2007 TO154
- 2007 TY155
- 2007 TX156
- 2007 TH157
- 2007 TS157
- 2007 TX158
- 2007 TZ158
- 2007 TX163
- 2007 TC164
- 2007 TL164
- 2007 TC166
- 2007 TP166
- 2007 TV170
- 2007 TC171
- 2007 TE171
- 2007 TQ171
- 2007 TZ171
- 2007 TN172
- 2007 TO172
- 2007 TR172
- 2007 TY172
- 2007 TL173
- 2007 TO173
- 2007 TZ173
- 2007 TT174
- 2007 TW174
- 2007 TC175
- 2007 TP175
- 2007 TP176
- 2007 TQ176
- 2007 TB177
- 2007 TC177
- 2007 TS177
- 2007 TB178
- 2007 TF178
- 2007 TM178
- 2007 TJ179
- 2007 TQ179
- 2007 TS180
- 2007 TX180
- 2007 TG181
- 2007 TH181
- 2007 TO181
- 2007 TV181
- 2007 TX181
- 2007 TF182
- 2007 TS182
- 2007 TX182
- 2007 TY182
- 2007 TE183
- 2007 TJ183
- 2007 TN184
- 2007 TT185
- 2007 TZ188
- 2007 TD189
- 2007 TF189
- 2007 TS189
- 2007 TC190
- 2007 TO190
- 2007 TV190
- 2007 TX191
- 2007 TY191
- 2007 TA192
- 2007 TO192
- 2007 TP192
- 2007 TX192
- 2007 TY192
- 2007 TH193
- 2007 TN193
- 2007 TQ193
- 2007 TY193
- 2007 TS194
- 2007 TT194
- 2007 TU194
- 2007 TE195
- 2007 TJ195
- 2007 TN195
- 2007 TQ195
- 2007 TS195
- 2007 TU195
- 2007 TY195
- 2007 TC196
- 2007 TV196
- 2007 TX196
- 2007 TG197
- 2007 TM197
- 2007 TP197
- 2007 TX197
- 2007 TD198
- 2007 TF198
- 2007 TH198
- 2007 TJ198
- 2007 TK198
- 2007 TM198
- 2007 TR198
- 2007 TH199
- 2007 TL200
- 2007 TM200
- 2007 TQ200
- 2007 TS200
- 2007 TD201
- 2007 TJ201
- 2007 TQ201
- 2007 TT201
- 2007 TX201
- 2007 TE202
- 2007 TP202
- 2007 TU202
- 2007 TV202
- 2007 TZ202
- 2007 TB203
- 2007 TD204
- 2007 TE204
- 2007 TF204
- 2007 TG204
- 2007 TW204
- 2007 TY204
- 2007 TG205
- 2007 TJ205
- 2007 TT205
- 2007 TZ205
- 2007 TW206
- 2007 TX206
- 2007 TY206
- 2007 TG207
- 2007 TJ207
- 2007 TO207
- 2007 TJ208
- 2007 TQ208
- 2007 TR208
- 2007 TW208
- 2007 TO209
- 2007 TX209
- 2007 TA210
- 2007 TX210
- 2007 TA212
- 2007 TK212
- 2007 TK213
- 2007 TP213
- 2007 TQ213
- 2007 TG215
- 2007 TZ215
- 2007 TM218
- 2007 TC219
- 2007 TG219
- 2007 TQ219
- 2007 TR219
- 2007 TT219
- 2007 TF220
- 2007 TJ220
- 2007 TQ220
- 2007 TW220
- 2007 TE221
- 2007 TN221
- 2007 TM222
- 2007 TM223
- 2007 TX223
- 2007 TB224
- 2007 TC224
- 2007 TD224
- 2007 TG224
- 2007 TP224
- 2007 TR224
- 2007 TT224
- 2007 TU224
- 2007 TW224
- 2007 TX224
- 2007 TY224
- 2007 TW225
- 2007 TY225
- 2007 TT226
- 2007 TW226
- 2007 TX226
- 2007 TH227
- 2007 TR227
- 2007 TD228
- 2007 TN228
- 2007 TZ228
- 2007 TA229
- 2007 TF229
- 2007 TH229
- 2007 TJ229
- 2007 TT229
- 2007 TZ229
- 2007 TE230
- 2007 TL230
- 2007 TP230
- 2007 TV230
- 2007 TZ230
- 2007 TL231
- 2007 TO231
- 2007 TW231
- 2007 TS235
- 2007 TV235
- 2007 TQ236
- 2007 TY236
- 2007 TC237
- 2007 TD237
- 2007 TG237
- 2007 TH237
- 2007 TO237
- 2007 TA238
- 2007 TB238
- 2007 TD238
- 2007 TL238
- 2007 TM239
- 2007 TE240
- 2007 TY240
- 2007 TC241
- 2007 TZ241
- 2007 TN242
- 2007 TA243
- 2007 TD243
- 2007 TK244
- 2007 TM245
- 2007 TT245
- 2007 TG246
- 2007 TL247
- 2007 TN247
- 2007 TO247
- 2007 TU247
- 2007 TD249
- 2007 TJ249
- 2007 TM249
- 2007 TN249
- 2007 TS249
- 2007 TT249
- 2007 TY249
- 2007 TD250
- 2007 TG250
- 2007 TH250
- 2007 TK250
- 2007 TN250
- 2007 TQ250
- 2007 TT250
- 2007 TP251
- 2007 TT251
- 2007 TC252
- 2007 TE252
- 2007 TL252
- 2007 TM252
- 2007 TN252
- 2007 TO252
- 2007 TT252
- 2007 TX252
- 2007 TH253
- 2007 TJ253
- 2007 TM253
- 2007 TO253
- 2007 TQ253
- 2007 TZ253
- 2007 TC254
- 2007 TH254
- 2007 TN254
- 2007 TP255
- 2007 TU256
- 2007 TA257
- 2007 TD257
- 2007 TG257
- 2007 TP257
- 2007 TS257
- 2007 TD258
- 2007 TJ258
- 2007 TO258
- 2007 TS258
- 2007 TT258
- 2007 TW258
- 2007 TU259
- 2007 TM260
- 2007 TT260
- 2007 TM261
- 2007 TL262
- 2007 TU262
- 2007 TW262
- 2007 TS263
- 2007 TD264
- 2007 TJ264
- 2007 TV265
- 2007 TY265
- 2007 TC266
- 2007 TE266
- 2007 TP266
- 2007 TU266
- 2007 TA267
- 2007 TC267
- 2007 TT268
- 2007 TM269
- 2007 TO269
- 2007 TW269
- 2007 TX269
- 2007 TY269
- 2007 TG270
- 2007 TM270
- 2007 TV270
- 2007 TA271
- 2007 TC271
- 2007 TE271
- 2007 TF271
- 2007 TH271
- 2007 TO271
- 2007 TF272
- 2007 TM272
- 2007 TJ273
- 2007 TL273
- 2007 TM273
- 2007 TN273
- 2007 TQ273
- 2007 TR273
- 2007 TX273
- 2007 TC274
- 2007 TX274
- 2007 TJ275
- 2007 TM275
- 2007 TX275
- 2007 TY275
- 2007 TZ275
- 2007 TB276
- 2007 TG276
- 2007 TH276
- 2007 TQ276
- 2007 TS276
- 2007 TU276
- 2007 TY276
- 2007 TD277
- 2007 TF277
- 2007 TG277
- 2007 TJ277
- 2007 TK277
- 2007 TQ277
- 2007 TR277
- 2007 TV277
- 2007 TA278
- 2007 TG278
- 2007 TM278
- 2007 TP278
- 2007 TS278
- 2007 TU278
- 2007 TC279
- 2007 TE279
- 2007 TF279
- 2007 TQ279
- 2007 TR279
- 2007 TW279
- 2007 TY279
- 2007 TH280
- 2007 TR280
- 2007 TZ280
- 2007 TA281
- 2007 TD282
- 2007 TT282
- 2007 TW282
- 2007 TH283
- 2007 TK283
- 2007 TN283
- 2007 TQ283
- 2007 TW283
- 2007 TX283
- 2007 TM284
- 2007 TN284
- 2007 TR284
- 2007 TU284
- 2007 TV284
- 2007 TW284
- 2007 TY284
- 2007 TA285
- 2007 TC285
- 2007 TE285
- 2007 TN285
- 2007 TW285
- 2007 TZ285
- 2007 TA286
- 2007 TB286
- 2007 TM286
- 2007 TR286
- 2007 TT286
- 2007 TC288
- 2007 TM290
- 2007 TY290
- 2007 TC291
- 2007 TO291
- 2007 TP291
- 2007 TU292
- 2007 TV292
- 2007 TB293
- 2007 TD293
- 2007 TF293
- 2007 TM293
- 2007 TQ293
- 2007 TJ294
- 2007 TM294
- 2007 TP294
- 2007 TU294
- 2007 TX294
- 2007 TE295
- 2007 TH295
- 2007 TJ295
- 2007 TN295
- 2007 TQ295
- 2007 TR295
- 2007 TT295
- 2007 TW295
- 2007 TD296
- 2007 TK296
- 2007 TO296
- 2007 TR296
- 2007 TS296
- 2007 TU296
- 2007 TA297
- 2007 TH297
- 2007 TS297
- 2007 TK298
- 2007 TT298
- 2007 TL299
- 2007 TD300
- 2007 TB301
- 2007 TC301
- 2007 TP301
- 2007 TU301
- 2007 TX301
- 2007 TD302
- 2007 TH302
- 2007 TL302
- 2007 TW302
- 2007 TY302
- 2007 TD303
- 2007 TS303
- 2007 TV303
- 2007 TW303
- 2007 TX303
- 2007 TF304
- 2007 TG304
- 2007 TK304
- 2007 TB305
- 2007 TK305
- 2007 TY305
- 2007 TC306
- 2007 TK306
- 2007 TR306
- 2007 TS306
- 2007 TY306
- 2007 TA307
- 2007 TD307
- 2007 TE307
- 2007 TK307
- 2007 TU307
- 2007 TZ307
- 2007 TE308
- 2007 TG308
- 2007 TN308
- 2007 TA309
- 2007 TF309
- 2007 TG309
- 2007 TO309
- 2007 TQ309
- 2007 TR309
- 2007 TD310
- 2007 TE310
- 2007 TG310
- 2007 TW310
- 2007 TX310
- 2007 TF311
- 2007 TO311
- 2007 TS311
- 2007 TV311
- 2007 TC312
- 2007 TF312
- 2007 TH312
- 2007 TJ312
- 2007 TL312
- 2007 TM312
- 2007 TX312
- 2007 TY312
- 2007 TZ312
- 2007 TD313
- 2007 TF313
- 2007 TP313
- 2007 TQ313
- 2007 TS313
- 2007 TY313
- 2007 TZ313
- 2007 TM314
- 2007 TH315
- 2007 TU315
- 2007 TW315
- 2007 TY316
- 2007 TN317
- 2007 TN318
- 2007 TU318
- 2007 TV318
- 2007 TX318
- 2007 TZ318
- 2007 TB319
- 2007 TM319
- 2007 TU320
- 2007 TB321
- 2007 TH321
- 2007 TM321
- 2007 TN321
- 2007 TR321
- 2007 TT321
- 2007 TV321
- 2007 TY321
- 2007 TZ321
- 2007 TB322
- 2007 TJ322
- 2007 TK322
- 2007 TB323
- 2007 TJ323
- 2007 TK323
- 2007 TD324
- 2007 TH324
- 2007 TJ324
- 2007 TL324
- 2007 TO324
- 2007 TV324
- 2007 TY324
- 2007 TB325
- 2007 TF325
- 2007 TO325
- 2007 TY325
- 2007 TK326
- 2007 TB327
- 2007 TC327
- 2007 TN327
- 2007 TT327
- 2007 TX327
- 2007 TB328
- 2007 TC328
- 2007 TF328
- 2007 TH328
- 2007 TN328
- 2007 TX328
- 2007 TY328
- 2007 TA329
- 2007 TE329
- 2007 TJ329
- 2007 TK329
- 2007 TQ329
- 2007 TZ329
- 2007 TG330
- 2007 TQ330
- 2007 TV330
- 2007 TC331
- 2007 TF331
- 2007 TZ331
- 2007 TA332
- 2007 TC332
- 2007 TD332
- 2007 TL332
- 2007 TR332
- 2007 TZ332
- 2007 TL334
- 2007 TR334
- 2007 TA335
- 2007 TC335
- 2007 TM335
- 2007 TA336
- 2007 TG336
- 2007 TQ336
- 2007 TP338
- 2007 TQ338
- 2007 TZ339
- 2007 TB340
- 2007 TE340
- 2007 TH340
- 2007 TM340
- 2007 TP340
- 2007 TQ340
- 2007 TU340
- 2007 TL341
- 2007 TP341
- 2007 TV341
- 2007 TX341
- 2007 TZ341
- 2007 TK342
- 2007 TL342
- 2007 TA343
- 2007 TC343
- 2007 TD343
- 2007 TG343
- 2007 TM343
- 2007 TR343
- 2007 TZ343
- 2007 TE344
- 2007 TM344
- 2007 TN344
- 2007 TU344
- 2007 TV344
- 2007 TY344
- 2007 TA345
- 2007 TC345
- 2007 TH346
- 2007 TK346
- 2007 TD347
- 2007 TA349
- 2007 TM349
- 2007 TU349
- 2007 TX349
- 2007 TV350
- 2007 TC353
- 2007 TH353
- 2007 TP353
- 2007 TS357
- 2007 TE358
- 2007 TJ358
- 2007 TM358
- 2007 TP358
- 2007 TW358
- 2007 TX358
- 2007 TA359
- 2007 TK359
- 2007 TM359
- 2007 TT359
- 2007 TY359
- 2007 TB360
- 2007 TC360
- 2007 TD360
- 2007 TE360
- 2007 TG360
- 2007 TK360
- 2007 TU360
- 2007 TC361
- 2007 TK361
- 2007 TZ361
- 2007 TR362
- 2007 TX362
- 2007 TA363
- 2007 TK365
- 2007 TP365
- 2007 TW365
- 2007 TY365
- 2007 TE366
- 2007 TQ366
- 2007 TM367
- 2007 TO367
- 2007 TS368
- 2007 TU368
- 2007 TV368
- 2007 TW368
- 2007 TJ369
- 2007 TP369
- 2007 TU369
- 2007 TC370
- 2007 TD370
- 2007 TF370
- 2007 TN370
- 2007 TO370
- 2007 TR370
- 2007 TX370
- 2007 TG372
- 2007 TH372
- 2007 TD373
- 2007 TE373
- 2007 TF373
- 2007 TG373
- 2007 TH373
- 2007 TX373
- 2007 TB374
- 2007 TM374
- 2007 TQ374
- 2007 TF375
- 2007 TL375
- 2007 TT375
- 2007 TF376
- 2007 TG376
- 2007 TD378
- 2007 TE378
- 2007 TK378
- 2007 TO378
- 2007 TC379
- 2007 TH379
- 2007 TT379
- 2007 TX379
- 2007 TU380
- 2007 TC383
- 2007 TM383
- 2007 TQ383
- 2007 TY383
- 2007 TZ383
- 2007 TC384
- 2007 TK384
- 2007 TU384
- 2007 TO386
- 2007 TN387
- 2007 TQ387
- 2007 TO388
- 2007 TX388
- 2007 TZ388
- 2007 TA389
- 2007 TE389
- 2007 TK389
- 2007 TR389
- 2007 TS389
- 2007 TY389
- 2007 TO390
- 2007 TQ390
- 2007 TU390
- 2007 TV390
- 2007 TX390
- 2007 TF391
- 2007 TH391
- 2007 TJ391
- 2007 TK391
- 2007 TS391
- 2007 TY391
- 2007 TB393
- 2007 TN393
- 2007 TU393
- 2007 TW393
- 2007 TM394
- 2007 TN394
- 2007 TO394
- 2007 TS394
- 2007 TV394
- 2007 TB395
- 2007 TC395
- 2007 TF395
- 2007 TM395
- 2007 TQ395
- 2007 TA396
- 2007 TG396
- 2007 TJ396
- 2007 TL396
- 2007 TZ396
- 2007 TC397
- 2007 TV397
- 2007 TB398
- 2007 TC399
- 2007 TD399
- 2007 TE399
- 2007 TJ399
- 2007 TQ399
- 2007 TR399
- 2007 TP400
- 2007 TF401
- 2007 TO401
- 2007 TW401
- 2007 TA402
- 2007 TF402
- 2007 TJ402
- 2007 TL402
- 2007 TO402
- 2007 TV402
- 2007 TX402
- 2007 TA403
- 2007 TD403
- 2007 TJ403
- 2007 TP403
- 2007 TC404
- 2007 TN404
- 2007 TY404
- 2007 TH405
- 2007 TK405
- 2007 TM405
- 2007 TP405
- 2007 TW405
- 2007 TX405
- 2007 TP406
- 2007 TR406
- 2007 TS406
- 2007 TT406
- 2007 TB407
- 2007 TC407
- 2007 TM407
- 2007 TP407
- 2007 TV407
- 2007 TY407
- 2007 TB408
- 2007 TD409
- 2007 TL409
- 2007 TU409
- 2007 TZ409
- 2007 TJ410
- 2007 TL411
- 2007 TZ414
- 2007 TT417
- 2007 TB418
- 2007 TC418
- 2007 TD418
- 2007 TA420
- 2007 TZ420
- 2007 TA421
- 2007 TJ422
- 2007 TU422
- 2007 TE423
- 2007 TY423
- 2007 TB424
- 2007 TE424
- 2007 TP424
- 2007 TS424
- 2007 TX424
- 2007 TY424
- 2007 TC425
- 2007 TL425
- 2007 TO425
- 2007 TC426
- 2007 TL426
- 2007 TF427
- 2007 TG427
- 2007 TM427
- 2007 TN427
- 2007 TX427
- 2007 TZ427
- 2007 TA428
- 2007 TD428
- 2007 TP428
- 2007 TU428
- 2007 TE429
- 2007 TL429
- 2007 TM429
- 2007 TP429
- 2007 TR429
- 2007 TT429
- 2007 TM430
- 2007 TR430
- 2007 TA431
- 2007 TB431
- 2007 TH431
- 2007 TO431
- 2007 TS431
- 2007 TU431
- 2007 TV431
- 2007 TW431
- 2007 TX431
- 2007 TN432
- 2007 TQ432
- 2007 TV432
- 2007 TZ433
- 2007 TB434
- 2007 TC434
- 2007 TD434
- 2007 TG434
- 2007 TX434
- 2007 TF435
- 2007 TG435
- 2007 TW435
- 2007 TQ436
- 2007 TR436
- 2007 TG438
- 2007 TM438
- 2007 TN438
- 2007 TR438
- 2007 TU438
- 2007 TZ438
- 2007 TD439
- 2007 TJ439
- 2007 TK439
- 2007 TN439
- 2007 TT439
- 2007 TU439
- 2007 TY439
- 2007 TB440
- 2007 TE440
- 2007 TZ440
- 2007 TD441
- 2007 TH442
- 2007 TM442
- 2007 TV442
- 2007 TG443
- 2007 TW443
- 2007 TB446
- 2007 TD446
- 2007 TW446
- 2007 TG447
- 2007 TC448
- 2007 TN448
- 2007 TS448
- 2007 TX448
- 2007 TB449
- 2007 TF449
- 2007 TL449
- 2007 TP450
- 2007 TU451
- 2007 TP452
- 2007 TR452
- 2007 TU452
- 2007 TW452
- 2007 TM453
- 2007 TA455
- 2007 TB455
- 2007 TC455
- 2007 TE455
- 2007 TN455
- 2007 TU455
- 2007 TV455
- 2007 TX455
- 2007 TM456
- 2007 TO456
- 2007 TQ456
- 2007 TR456
- 2007 TT456
- 2007 TX456
- 2007 TY456
- 2007 TB457
- 2007 TC457
- 2007 TD457
- 2007 TE457
- 2007 TF457
- 2007 TG457
- 2007 TM457
- 2007 TP457
- 2007 TT457
- 2007 TV457
- 2007 TW457
- 2007 TC458
- 2007 TH458
- 2007 TB459
- 2007 TD459
- 2007 TE459
- 2007 TG459
- 2007 TH459
- 2007 TJ459
- 2007 TL459
- 2007 TP460
- 2007 TY460
- 2007 TY461
- 2007 TG462
- 2007 TR462
- 2007 TT462
- 2007 TY462
- 2007 TA463
- 2007 TC463
- 2007 TD463
- 2007 TF463
- 2007 TG463
- 2007 TK463
- 2007 TN463
- 2007 TQ463
- 2007 TX463
- 2007 TY463
- 2007 TD464
- 2007 TE464
- 2007 TG464
- 2007 TH464
- 2007 TJ464
- 2007 TK464
- 2007 TM464
- 2007 TO464
- 2007 TQ464
- 2007 TT464
- 2007 TV464
- 2007 TW464
- 2007 TX464
- 2007 TZ464
- 2007 TB465
- 2007 TC465
- 2007 TD465
- 2007 TF465
- 2007 TH465
- 2007 TK465
- 2007 TN465
- 2007 TP465
- 2007 TQ465
- 2007 TR465
- 2007 TS465
- 2007 TT465
- 2007 TU465
- 2007 TV466
- 2007 TJ467
- 2007 TZ467
- 2007 TA468
- 2007 TG468
- 2007 TH468
- 2007 TK468
- 2007 TR468
- 2007 TT468
- 2007 TN469
- 2007 TO469
- 2007 TR469
- 2007 TB470
- 2007 TK470
- 2007 TL470
- 2007 TM470
- 2007 TQ470
- 2007 TV470
- 2007 TW470
- 2007 TY470
- 2007 TC471
- 2007 TG471
- 2007 TJ471
- 2007 TK471
- 2007 TM471
- 2007 TP471
- 2007 TQ471
- 2007 TR471
- 2007 TV471
- 2007 TX471
- 2007 TY471
- 2007 TZ471
- 2007 TC472
- 2007 TF472
- 2007 TG472
- 2007 TJ472
- 2007 TM472
- 2007 TO472
- 2007 TP472
- 2007 TR472
- 2007 TS472
- 2007 TU472
- 2007 TV472
- 2007 TZ472
- 2007 TA473
- 2007 TE473
- 2007 TF473
- 2007 TG473
- 2007 TH473
- 2007 TK473
- 2007 TM473
- 2007 TN473
- 2007 TP473
- 2007 TR473
- 2007 TT473
- 2007 TY473
- 2007 TC475
- 2007 TE475
- 2007 TJ475
- 2007 TO475
- 2007 TR475
- 2007 TT475
- 2007 TU475
- 2007 TW475
- 2007 TY475
- 2007 TB476
- 2007 TC476
- 2007 TD476
- 2007 TF476
- 2007 TG476
- 2007 TH476
- 2007 TJ476
- 2007 TK476
- 2007 TO476
- 2007 TQ476
- 2007 TR476
- 2007 TU476
- 2007 TV476
- 2007 TX476
- 2007 TY476
- 2007 TZ476
- 2007 TA477
- 2007 TD477
- 2007 TE477
- 2007 TF477
- 2007 TH477
- 2007 TJ477
- 2007 TW477
- 2007 TY477
- 2007 TC478
- 2007 TF478
- 2007 TG478
- 2007 TK478
- 2007 TL478
- 2007 TM478
- 2007 TO478
- 2007 TQ478
- 2007 TT478
- 2007 TW478
- 2007 TX478
- 2007 TB479
- 2007 TD479
- 2007 TE479
- 2007 TH479
- 2007 TJ479
- 2007 TK479
- 2007 TM479
- 2007 TN479
- 2007 TO479
- 2007 TP479
- 2007 TQ479
- 2007 TA480
- 2007 TD480
- 2007 TG480
- 2007 TJ480
- 2007 TL480
- 2007 TM480
- 2007 TN480
- 2007 TO480
- 2007 TP480
- 2007 TQ480
- 2007 TR480
- 2007 TS480
- 2007 TU481
- 2007 TV481
- 2007 TW481
- 2007 TX481
- 2007 TZ481
- 2007 TF482
- 2007 TQ482
- 2007 TR482
- 2007 TS482
- 2007 TU482
- 2007 TV482
- 2007 TW482
- 2007 TX482
- 2007 TF483
- 2007 TG483
- 2007 TH483
- 2007 TJ483
- 2007 TL483
- 2007 TN483
- 2007 TR483
- 2007 TT483
- 2007 TU483
- 2007 TW483
- 2007 TY483
- 2007 TB484
- 2007 TC484
- 2007 TE484
- 2007 TF484
- 2007 TG484
- 2007 TK484
- 2007 TP484
- 2007 TQ484
- 2007 TR484
- 2007 TS484
- 2007 TU484
- 2007 TV484
- 2007 TY484
- 2007 TA485
- 2007 TG485
- 2007 TO485
- 2007 TX485
- 2007 TY485
- 2007 TE486
- 2007 TK486
- 2007 TL486
- 2007 TM486
- 2007 TO486
- 2007 TP486
- 2007 TQ486
- 2007 TR486
- 2007 TS486
- 2007 TT486
- 2007 TV486
- 2007 TW486
- 2007 TX486
- 2007 TY486
- 2007 TZ486
- 2007 TA487
- 2007 TB487
- 2007 TC487
- 2007 TD487
- 2007 TF487
- 2007 TG487
- 2007 TH487
- 2007 TK487
- 2007 TL487
- 2007 TN487
- 2007 TU487
- 2007 TV487
- 2007 TW487
- 2007 TX487
- 2007 TZ487
- 2007 TC488
- 2007 TD488
- 2007 TE488
- 2007 TF488
- 2007 TG488
- 2007 TH488
- 2007 TJ488
- 2007 TK488
- 2007 TL488
- 2007 TN488
- 2007 TP488
- 2007 TQ488
- 2007 TR488
- 2007 TS488
- 2007 TU488
- 2007 TW488
- 2007 TX488
- 2007 TY488
- 2007 TZ488
- 2007 TB489
- 2007 TD489
- 2007 TE489
- 2007 TG489
- 2007 TH489
- 2007 TJ489
- 2007 TP489
- 2007 TQ489
- 2007 TV489
- 2007 TY489
- 2007 TZ489
- 2007 TA490
- 2007 TB490
- 2007 TC490
- 2007 TD490
- 2007 TE490
- 2007 TF490
- 2007 TG490
- 2007 TJ490
- 2007 TK490
- 2007 TM490
- 2007 TR490
- 2007 TT490
- 2007 TW490
- 2007 TX490
- 2007 TA491
- 2007 TB491
- 2007 TD491
- 2007 TE491
- 2007 TF491
- 2007 TH491
- 2007 TL491
- 2007 TN491
- 2007 TP491
- 2007 TR491
- 2007 TT491
- 2007 TV491
- 2007 TY491
- 2007 TZ491
- 2007 TA492
- 2007 TB492
- 2007 TC492
- 2007 TN492
- 2007 TS492
- 2007 TT492
- 2007 TU492
- 2007 TW492
- 2007 TY492
- 2007 TZ492
- 2007 TA493
- 2007 TC493
- 2007 TD493
- 2007 TE493
- 2007 TF493
- 2007 TG493
- 2007 TH493
- 2007 TM493
- 2007 TO493
- 2007 TP493
- 2007 TQ493
- 2007 TS493
- 2007 TT493
- 2007 TW493
- 2007 TX493
- 2007 TY493
- 2007 TZ493
- 2007 TB494
- 2007 TC494
- 2007 TD494
- 2007 TJ494
- 2007 TK494
- 2007 TL494
- 2007 TN494
- 2007 TU494
- 2007 TD495
- 2007 TG495
- 2007 TN495
- 2007 TP495
- 2007 TQ495
- 2007 TT495
- 2007 TU495
- 2007 TV495
- 2007 TX495
- 2007 TY495
- 2007 TZ495
- 2007 TB496
- 2007 TC496
- 2007 TF496
- 2007 TG496
- 2007 TJ496
- 2007 TK496
- 2007 TL496
- 2007 TM496
- 2007 TP496
- 2007 TQ496
- 2007 TR496
- 2007 TS496
- 2007 TT496
- 2007 TU496
- 2007 TV496
- 2007 TW496
- 2007 TA497
- 2007 TB497
- 2007 TD497
- 2007 TE497
- 2007 TF497
- 2007 TH497
- 2007 TJ497
- 2007 TK497
- 2007 TL497
- 2007 TM497
- 2007 TO497
- 2007 TP497
- 2007 TQ497
- 2007 TR497
- 2007 TS497
- 2007 TV497
- 2007 TX497
- 2007 TY497
- 2007 TZ497
- 2007 TB498
- 2007 TC498
- 2007 TD498
- 2007 TE498
- 2007 TF498
- 2007 TG498
- 2007 TJ498
- 2007 TL498
- 2007 TN498
- 2007 TB499
- 2007 TE499
- 2007 TG499
- 2007 TJ499
- 2007 TK499
- 2007 TN499
- 2007 TO499
- 2007 TP499
- 2007 TQ499
- 2007 TR499
- 2007 TS499
- 2007 TT499
- 2007 TU499
- 2007 TW499
- 2007 TZ499
- 2007 TA500
- 2007 TD500
- 2007 TE500
- 2007 TF500
- 2007 TG500
- 2007 TK500
- 2007 TL500
- 2007 TM500
- 2007 TN500
- 2007 TO500
- 2007 TP500
- 2007 TQ500
- 2007 TR500
- 2007 TS500
- 2007 TT500
- 2007 TV500
- 2007 TW500
- 2007 TX500
- 2007 TY500
- 2007 TZ500
- 2007 TC501
- 2007 TD501
- 2007 TE501
- 2007 TF501
- 2007 TH501
- 2007 TL501
- 2007 TM501
- 2007 TN501
- 2007 TO501
- 2007 TP501
- 2007 TQ501
- 2007 TS501
- 2007 TU501
- 2007 TV501
- 2007 TX501
- 2007 TY501
- 2007 TZ501
- 2007 TA502
- 2007 TC502
- 2007 TD502
- 2007 TE502
- 2007 TF502
- 2007 TG502
- 2007 TH502
- 2007 TK502
- 2007 TL502
- 2007 TO502
- 2007 TP502
- 2007 TQ502
- 2007 TS502
- 2007 TT502
- 2007 TU502
- 2007 TW502
- 2007 TB503
- 2007 TC503
- 2007 TD503
- 2007 TE503
- 2007 TF503
- 2007 TG503
- 2007 TH503
- 2007 TK503
- 2007 TN503
- 2007 TP503
- 2007 TQ503
- 2007 TR503
- 2007 TS503
- 2007 TU503
- 2007 TV503
- 2007 TY503
- 2007 TD504
- 2007 TE504
- 2007 TF504
- 2007 TK504
- 2007 TL504
- 2007 TM504
- 2007 TN504
- 2007 TO504
- 2007 TP504
- 2007 TQ504
- 2007 TR504
- 2007 TS504
- 2007 TT504
- 2007 TV504
- 2007 TW504
- 2007 TX504
- 2007 TZ504
- 2007 TB505
- 2007 TC505
- 2007 TD505
- 2007 TH505
- 2007 TJ505
- 2007 TQ505
- 2007 TR505
- 2007 TS505
- 2007 TU505
- 2007 TW505
- 2007 TY505
- 2007 TZ505
- 2007 TB506
- 2007 TE506
- 2007 TF506
- 2007 TH506
- 2007 TJ506
- 2007 TK506
- 2007 TL506
- 2007 TM506
- 2007 TN506
- 2007 TO506
- 2007 TP506
- 2007 TQ506
- 2007 TR506
- 2007 TS506
- 2007 TT506
- 2007 TU506
- 2007 TV506
- 2007 TX506
- 2007 TY506
- 2007 TZ506
- 2007 TA507
- 2007 TD507
- 2007 TE507
- 2007 TF507
- 2007 TJ507
- 2007 TK507
- 2007 TN507
- 2007 TO507
- 2007 TP507
- 2007 TQ507
- 2007 TR507
- 2007 TS507
- 2007 TT507
- 2007 TU507
- 2007 TV507
- 2007 TW507
- 2007 TX507
- 2007 TY507
- 2007 TZ507
- 2007 TA508
- 2007 TC508
- 2007 TD508
- 2007 TE508
- 2007 TF508
- 2007 TG508
- 2007 TH508
- 2007 TJ508
- 2007 TK508
- 2007 TL508
- 2007 TM508
- 2007 TN508
- 2007 TO508
- 2007 TP508
- 2007 TQ508
- 2007 TR508
- 2007 TS508
- 2007 TT508
- 2007 TU508
- 2007 TV508
- 2007 TW508
- 2007 TX508
- 2007 TZ508
- 2007 TB509
- 2007 TC509
- 2007 TD509
- 2007 TE509
- 2007 TF509
- 2007 TG509
- 2007 TH509
- 2007 TJ509
- 2007 TK509
- 2007 TL509
- 2007 TM509
- 2007 TN509
- 2007 TO509
- 2007 TP509
- 2007 TQ509
- 2007 TR509
- 2007 TU509
- 2007 TV509
- 2007 TX509
- 2007 TY509
- 2007 TZ509
- 2007 TB510
- 2007 TC510
- 2007 TD510
- 2007 TF510
- 2007 TG510
- 2007 TJ510
- 2007 TK510
- 2007 TL510
- 2007 TN510
- 2007 TO510
- 2007 TP510
- 2007 TQ510
- 2007 TR510
- 2007 TS510
- 2007 TT510
- 2007 TU510
- 2007 TV510
- 2007 TW510
- 2007 TX510
- 2007 TY510
- 2007 TZ510
- 2007 TA511
- 2007 TB511
- 2007 TC511
- 2007 TD511
- 2007 TE511
- 2007 TF511
- 2007 TG511
- 2007 TH511
- 2007 TJ511
- 2007 TK511
- 2007 TL511
- 2007 TM511
- 2007 TO511
- 2007 TP511
- 2007 TQ511
- 2007 TR511
- 2007 TS511
- 2007 TT511
- 2007 TU511
- 2007 TV511
- 2007 TW511
- 2007 TX511
- 2007 TY511
- 2007 TZ511
- 2007 TA512
- 2007 TB512
- 2007 TC512
- 2007 TD512
- 2007 TE512
- 2007 TF512
- 2007 TG512
- 2007 TH512
- 2007 TJ512
- 2007 TK512
- 2007 TL512
- 2007 TM512
- 2007 TN512
- 2007 TO512
- 2007 TP512
- 2007 TQ512
- 2007 TS512
- 2007 TV512
- 2007 TW512
- 2007 TX512
- 2007 TY512
- 2007 TZ512
- 2007 TA513
- 2007 TB513
- 2007 TC513
- 2007 TE513
- 2007 TF513
- 2007 TG513
- 2007 TH513
- 2007 TJ513
- 2007 TK513
- 2007 TL513
- 2007 TM513
- 2007 TN513
- 2007 TO513
- 2007 TP513
- 2007 TQ513
- 2007 TR513
- 2007 TS513
- 2007 TT513
- 2007 TU513
- 2007 TV513
- 2007 TW513
- 2007 TX513
- 2007 TY513
- 2007 TZ513
- 2007 TA514
- 2007 TB514
- 2007 TC514
- 2007 TD514

### Du 16 au 31 octobre 2007
- 2007 UG
- 2007 UH
- 2007 UJ
- 2007 UR
- 2007 US
- 2007 UT
- 2007 UF1
- 2007 UW1
- 2007 UX1
- 2007 UZ1
- 2007 UA2
- 2007 UC2
- 2007 UQ2
- 2007 UX2
- 2007 UY2
- 2007 US3
- 2007 UT3
- 2007 UU3
- 2007 UW3
- 2007 UZ3
- 2007 UL5
- 2007 UV5
- 2007 UC6
- 2007 UD6
- 2007 UE6
- 2007 UF6
- 2007 UG6
- 2007 UN6
- 2007 UO6
- 2007 UP6
- 2007 UQ6
- 2007 UL12
- 2007 UM12
- 2007 UN12
- 2007 US12
- 2007 UA13
- 2007 UT13
- 2007 UU13
- 2007 UZ13
- 2007 UM14
- 2007 UQ14
- 2007 UR14
- 2007 UZ14
- 2007 UC15
- 2007 UF15
- 2007 UL15
- 2007 UN15
- 2007 UP15
- 2007 UQ15
- 2007 UR15
- 2007 UT15
- 2007 UB16
- 2007 UC16
- 2007 UG16
- 2007 UH16
- 2007 UM16
- 2007 US16
- 2007 UT16
- 2007 UU16
- 2007 UW16
- 2007 UY16
- 2007 UE17
- 2007 UH17
- 2007 UJ17
- 2007 UL17
- 2007 UM17
- 2007 UU18
- 2007 UF19
- 2007 UJ19
- 2007 UK19
- 2007 UM19
- 2007 UN19
- 2007 UO19
- 2007 UP19
- 2007 UU19
- 2007 UZ19
- 2007 UA20
- 2007 UD20
- 2007 UH20
- 2007 UK20
- 2007 UO20
- 2007 UR20
- 2007 UG21
- 2007 UE22
- 2007 UE23
- 2007 UK23
- 2007 UQ23
- 2007 UW23
- 2007 UJ24
- 2007 UM24
- 2007 UB25
- 2007 UC25
- 2007 UD25
- 2007 UE25
- 2007 UN25
- 2007 UE26
- 2007 UM26
- 2007 UO26
- 2007 UV26
- 2007 UA27
- 2007 UE27
- 2007 UH27
- 2007 UP27
- 2007 UQ27
- 2007 UW27
- 2007 UD28
- 2007 UE28
- 2007 UL28
- 2007 UU29
- 2007 UX29
- 2007 UO30
- 2007 US31
- 2007 UX31
- 2007 UA32
- 2007 UM32
- 2007 UN32
- 2007 UP32
- 2007 UQ32
- 2007 UR32
- 2007 US34
- 2007 UE35
- 2007 UA39
- 2007 UR39
- 2007 UH40
- 2007 UK40
- 2007 UM40
- 2007 UR41
- 2007 UT41
- 2007 UU41
- 2007 UW41
- 2007 UZ41
- 2007 UE42
- 2007 UH42
- 2007 UP42
- 2007 UX42
- 2007 UF43
- 2007 UQ43
- 2007 UV43
- 2007 UX43
- 2007 UB44
- 2007 UD44
- 2007 UQ44
- 2007 UZ44
- 2007 UB45
- 2007 UE45
- 2007 UO45
- 2007 US45
- 2007 UF46
- 2007 US47
- 2007 UA48
- 2007 UG49
- 2007 UL50
- 2007 UQ51
- 2007 UR51
- 2007 US51
- 2007 UX51
- 2007 UJ53
- 2007 UO53
- 2007 UG54
- 2007 UO55
- 2007 UA56
- 2007 UD56
- 2007 UQ56
- 2007 UR56
- 2007 UY56
- 2007 UZ56
- 2007 UA57
- 2007 UC57
- 2007 UL57
- 2007 UO57
- 2007 US57
- 2007 UX57
- 2007 UL58
- 2007 UO58
- 2007 UV58
- 2007 UY58
- 2007 UC59
- 2007 UL59
- 2007 UG60
- 2007 US60
- 2007 UZ60
- 2007 UL61
- 2007 UX61
- 2007 UA62
- 2007 UF62
- 2007 UH62
- 2007 UQ62
- 2007 UV62
- 2007 UX62
- 2007 UZ62
- 2007 UD63
- 2007 UF63
- 2007 UG63
- 2007 UK63
- 2007 UM63
- 2007 UP63
- 2007 UR63
- 2007 UZ63
- 2007 UB64
- 2007 UC64
- 2007 UG64
- 2007 UH64
- 2007 UN64
- 2007 UP64
- 2007 US64
- 2007 UY64
- 2007 UZ64
- 2007 UB65
- 2007 UG65
- 2007 US65
- 2007 UT65
- 2007 UY66
- 2007 UH67
- 2007 UJ67
- 2007 UK67
- 2007 UL67
- 2007 UM67
- 2007 UP67
- 2007 UO68
- 2007 UV68
- 2007 UX68
- 2007 UE69
- 2007 UF69
- 2007 UG69
- 2007 UK69
- 2007 UR69
- 2007 US69
- 2007 UU69
- 2007 UV69
- 2007 UB70
- 2007 UC70
- 2007 UD70
- 2007 UE70
- 2007 UF70
- 2007 UG70
- 2007 UH70
- 2007 UJ70
- 2007 UK70
- 2007 UQ70
- 2007 UR70
- 2007 US70
- 2007 UT70
- 2007 UV70
- 2007 UE71
- 2007 UZ71
- 2007 UB72
- 2007 UC72
- 2007 UF72
- 2007 UJ72
- 2007 UK72
- 2007 UM72
- 2007 UN72
- 2007 UQ72
- 2007 UU72
- 2007 UV72
- 2007 UE73
- 2007 UF73
- 2007 UH73
- 2007 UN73
- 2007 UX73
- 2007 UC74
- 2007 UD74
- 2007 UE74
- 2007 UG74
- 2007 UR74
- 2007 UT74
- 2007 UU74
- 2007 UZ74
- 2007 UA75
- 2007 UB75
- 2007 UD75
- 2007 UE75
- 2007 UX75
- 2007 UM76
- 2007 UX76
- 2007 UP77
- 2007 UV77
- 2007 UM78
- 2007 UO78
- 2007 UQ78
- 2007 UW78
- 2007 UZ78
- 2007 UF79
- 2007 UG79
- 2007 UO79
- 2007 UV79
- 2007 UX79
- 2007 UE80
- 2007 UH80
- 2007 UN80
- 2007 UO80
- 2007 UV80
- 2007 UE81
- 2007 UM81
- 2007 UO81
- 2007 UD82
- 2007 UM82
- 2007 UR82
- 2007 UT82
- 2007 UV82
- 2007 UW82
- 2007 UB83
- 2007 UC83
- 2007 UE83
- 2007 UB84
- 2007 UY84
- 2007 UZ84
- 2007 UE85
- 2007 UC86
- 2007 UD86
- 2007 UH86
- 2007 UK88
- 2007 UU88
- 2007 UV88
- 2007 UF89
- 2007 UO89
- 2007 UT89
- 2007 UW89
- 2007 UD90
- 2007 UO90
- 2007 US90
- 2007 UW90
- 2007 UE91
- 2007 US91
- 2007 UY91
- 2007 UZ91
- 2007 UA92
- 2007 UB92
- 2007 UC92
- 2007 UF92
- 2007 UJ92
- 2007 UM92
- 2007 UW92
- 2007 UX92
- 2007 UY92
- 2007 UC93
- 2007 UE93
- 2007 UF93
- 2007 UJ93
- 2007 UV93
- 2007 UA94
- 2007 UN94
- 2007 UV94
- 2007 UE95
- 2007 UK95
- 2007 UF96
- 2007 UK96
- 2007 UK97
- 2007 UR97
- 2007 UT97
- 2007 UY97
- 2007 UA98
- 2007 UC98
- 2007 UG98
- 2007 UJ101
- 2007 US102
- 2007 UD103
- 2007 UH103
- 2007 UP104
- 2007 UD106
- 2007 UG106
- 2007 UH106
- 2007 UV106
- 2007 UB107
- 2007 UJ107
- 2007 UO107
- 2007 UQ107
- 2007 UA108
- 2007 UC108
- 2007 UP108
- 2007 UZ108
- 2007 UO109
- 2007 UP109
- 2007 UQ109
- 2007 UR109
- 2007 US109
- 2007 UU109
- 2007 UW109
- 2007 UY109
- 2007 UB110
- 2007 UP110
- 2007 UR110
- 2007 UW110
- 2007 UY110
- 2007 UD111
- 2007 UE111
- 2007 UH111
- 2007 UM111
- 2007 UN111
- 2007 UP111
- 2007 UQ111
- 2007 UX111
- 2007 UG112
- 2007 UK112
- 2007 UM112
- 2007 UT112
- 2007 UD113
- 2007 UG113
- 2007 UJ113
- 2007 UN113
- 2007 UO113
- 2007 US113
- 2007 UF115
- 2007 UN115
- 2007 UL116
- 2007 UR116
- 2007 UA117
- 2007 UC117
- 2007 UF117
- 2007 UM117
- 2007 UP117
- 2007 US117
- 2007 UA118
- 2007 UJ118
- 2007 UM118
- 2007 UJ119
- 2007 UN119
- 2007 UW119
- 2007 UX119
- 2007 UC120
- 2007 UX120
- 2007 UY120
- 2007 UZ120
- 2007 UC121
- 2007 UQ121
- 2007 UC122
- 2007 UD122
- 2007 UK122
- 2007 UJ123
- 2007 UT123
- 2007 UA124
- 2007 UC124
- 2007 UE124
- 2007 UJ124
- 2007 UM124
- 2007 UX124
- 2007 UD125
- 2007 UA126
- 2007 UM127
- 2007 UO127
- 2007 UQ127
- 2007 UR127
- 2007 UM128
- 2007 UN128
- 2007 UB129
- 2007 UU129
- 2007 UV129
- 2007 UE130
- 2007 UF130
- 2007 UG130
- 2007 UK130
- 2007 UO130
- 2007 UQ130
- 2007 UR130
- 2007 US130
- 2007 UX130
- 2007 UN131
- 2007 UP131
- 2007 UX131
- 2007 UA132
- 2007 UC132
- 2007 UJ132
- 2007 UN132
- 2007 UR132
- 2007 UU132
- 2007 UF133
- 2007 UN133
- 2007 UL134
- 2007 UO134
- 2007 UP134
- 2007 UT134
- 2007 UA135
- 2007 UE135
- 2007 UH135
- 2007 UK135
- 2007 UO135
- 2007 UT135
- 2007 UV135
- 2007 UA137
- 2007 UM137
- 2007 UG138
- 2007 UH138
- 2007 UE139
- 2007 UA140
- 2007 UG140
- 2007 UK141
- 2007 UL141
- 2007 UX141
- 2007 UU142
- 2007 UF143
- 2007 UN143
- 2007 UT143
- 2007 UZ143
- 2007 UF144
- 2007 UL144
- 2007 UT144
- 2007 UU144
- 2007 UV144
- 2007 UB145
- 2007 UC145
- 2007 UN145
- 2007 UO145
- 2007 UP145
- 2007 US145
- 2007 UC146
- 2007 UQ146
- 2007 UT146
- 2007 UX146
- 2007 UZ146
- 2007 UB147
- 2007 UE147
- 2007 UF147
- 2007 UH147
- 2007 UL147
- 2007 UM147
- 2007 UP147
- 2007 UQ147
- 2007 US147
- 2007 UT147
- 2007 UU147
- 2007 UV147
- 2007 UW147
- 2007 UY147
- 2007 UZ147
- 2007 UA148
- 2007 UT148
- 2007 UY148
- 2007 UY149
- 2007 UE150
- 2007 UM150
- 2007 UR150
- 2007 US150
- 2007 UY150
- 2007 UB151
- 2007 UD151
- 2007 UE151
- 2007 UG151
- 2007 UJ151
- 2007 UK151
- 2007 UL151
- 2007 UO151
- 2007 UP151
- 2007 UQ151
- 2007 UR151
- 2007 US151
- 2007 UT151
- 2007 UK152
- 2007 UP152
- 2007 UT152
- 2007 UA153
- 2007 UD153
- 2007 UH153
- 2007 UM153
- 2007 UO153
- 2007 UP153
- 2007 UQ153
- 2007 UR153
- 2007 US153
- 2007 UU153
- 2007 UV153
- 2007 UG154
- 2007 UH154
- 2007 UN154
- 2007 UR154
- 2007 US154
- 2007 UU154
- 2007 UV154
- 2007 UW154
- 2007 UY154
- 2007 UZ154
- 2007 UC155
- 2007 UA156
- 2007 UD156
- 2007 UK156
- 2007 UL156
- 2007 UM156
- 2007 UN156
- 2007 US156
- 2007 UU156
- 2007 UY156
- 2007 UZ156
- 2007 UB157
- 2007 UF157
- 2007 UG157
- 2007 UK157
- 2007 UL157
- 2007 UM157
- 2007 UN157
- 2007 UO157
- 2007 UP157
- 2007 UQ157
- 2007 UR157
- 2007 UT157
- 2007 UU157
- 2007 UX157
- 2007 UZ157
- 2007 UB158
- 2007 UC158
- 2007 UD158
- 2007 UE158
- 2007 UF158
- 2007 UG158
- 2007 UH158
- 2007 UJ158
- 2007 UK158
- 2007 UO158
- 2007 UQ158
- 2007 UR158
- 2007 UU158
- 2007 UW158
- 2007 UX158
- 2007 UY158
- 2007 UZ158
- 2007 UD159
- 2007 UE159
- 2007 UG159
- 2007 UJ159
- 2007 UM159
- 2007 UN159
- 2007 UO159
- 2007 UQ159
- 2007 UR159
- 2007 UU159
- 2007 UB160
- 2007 UC160
- 2007 UD160
- 2007 UF160
- 2007 UH160
- 2007 UK160
- 2007 UM160
- 2007 UQ160
- 2007 UR160
- 2007 US160
- 2007 UT160
- 2007 UU160
- 2007 UW160
- 2007 UY160
- 2007 UF161
- 2007 UG161
- 2007 UJ161
- 2007 UL161
- 2007 UO161
- 2007 UP161
- 2007 UQ161
- 2007 US161
- 2007 UU161
- 2007 UV161
- 2007 UW161
- 2007 UC162
- 2007 UE162
- 2007 UG162
- 2007 UH162
- 2007 UJ162
- 2007 UK162
- 2007 UM162
- 2007 UQ162
- 2007 UR162
- 2007 US162
- 2007 UT162
- 2007 UU162
- 2007 UW162
- 2007 UY162
- 2007 UM163
- 2007 UN163
- 2007 UP163
- 2007 UQ163
- 2007 US163
- 2007 UT163
- 2007 UW163
- 2007 UX163
- 2007 UZ163
- 2007 UA164
- 2007 UC164
- 2007 UD164
- 2007 UE164
- 2007 UG164
- 2007 UH164
- 2007 UK164
- 2007 UL164
- 2007 UM164
- 2007 UN164
- 2007 UO164
- 2007 UP164
- 2007 UR164
- 2007 UT164
- 2007 UW164
- 2007 UX164
- 2007 UY164
- 2007 UZ164
- 2007 UA165
- 2007 UB165
- 2007 UC165
- 2007 UF165
- 2007 UG165
- 2007 UJ165
- 2007 UK165
- 2007 UM165
- 2007 UN165
- 2007 UO165
- 2007 UP165
- 2007 UQ165
- 2007 UR165
- 2007 US165
- 2007 UT165
- 2007 UU165
- 2007 UV165
- 2007 UX165
- 2007 UB166
- 2007 UC166
- 2007 UD166
- 2007 UE166
- 2007 UF166
- 2007 UG166
- 2007 UJ166
- 2007 UL166
- 2007 UM166
- 2007 UN166
- 2007 UP166
- 2007 UQ166
- 2007 UR166
- 2007 UU166
- 2007 UV166
- 2007 UW166
- 2007 UX166
- 2007 UY166
- 2007 UZ166
- 2007 UA167
- 2007 UB167
- 2007 UC167
- 2007 UE167
- 2007 UF167
- 2007 UG167
- 2007 UH167
- 2007 UJ167
- 2007 UK167
- 2007 UL167
- 2007 UM167
- 2007 UN167
- 2007 UO167
- 2007 UQ167
- 2007 UR167
- 2007 US167
- 2007 UT167
- 2007 UU167
- 2007 UV167
- 2007 UX167
- 2007 UY167
- 2007 UZ167
- 2007 UB168
- 2007 UC168
- 2007 UD168
- 2007 UE168
- 2007 UF168
- 2007 UG168
- 2007 UH168
- 2007 UJ168
- 2007 UK168
- 2007 UL168
- 2007 UM168
- 2007 UN168
- 2007 UO168
- 2007 UP168
- 2007 UQ168
- 2007 UR168
- 2007 US168
- 2007 UT168
- 2007 UU168
- 2007 UV168
- 2007 UW168
- 2007 UX168
- 2007 UY168
- 2007 UZ168
- 2007 UB169
- 2007 UD169
- 2007 UE169
- 2007 UF169
- 2007 UG169
- 2007 UH169
- 2007 UJ169
- 2007 UK169
- 2007 UL169
- 2007 UM169
- 2007 UN169
- 2007 UO169
- 2007 UP169
- 2007 UR169
- 2007 US169